# Beachwood (Ohio)
Beachwood é uma cidade localizada no estado norte-americano do Ohio, no Condado de Cuyahoga.

## Demografia
Segundo o censo norte-americano de 2000, a sua população era de 12.186 habitantes. 
Em 2006, foi estimada uma população de 11.350, um decréscimo de 836 (-6.9%).

## Geografia
De acordo com o United States Census Bureau tem uma área de 13,7 km², dos quais 13,7 km² cobertos por terra e 0,0 km² cobertos por água.

## Localidades na vizinhança
O diagrama seguinte representa as localidades num raio de 4 km ao redor de Beachwood. 